# Up at Minton's
Up at Minton's est un double album live de soul jazz enregistré en février 1961 par le saxophoniste et le guitariste américains Stanley Turrentine et Grant Green dans le club de jazz Minton's Playhouse à Harlem, et publié sous la forme de deux disques vinyle LP Up at Minton's, Vol. 1 et Up at Minton's, Vol. 2.
Sur ces deux albums, Stanley Turrentine et Grant Green sont secondés par le pianiste Horace Parlan et par une section rythmique composée de Georges Tucker à la contrebasse et Al Harewood à la batterie,,,,,,.

## Historique

### Stanley Turrentine et Grant Green
Le saxophoniste de soul jazz Stanley Turrentine et le guitariste Grant Green, qui contribuèrent tous deux grandement au succès du label Blue Note Records dans les années 1960, n'avaient pas beaucoup d'occasions de jouer ensemble. Turrentine travaillait avec sa femme Shirley Scott dans un trio qui passait beaucoup de temps sur la route, alors que Grant Green fit quelques tournées avec Jack McDuff et Lou Donaldson mais est surtout resté à New York.
Ils n'ont enregistré que quatre fois ensemble.
Le premier de ces enregistrements, Up at Minton's, a été réalisé au club de jazz Minton's Playhouse le 23 février 1961 et publié à l'époque sous la forme de deux albums LP : Up at Minton's, Volume 1 et Up at Minton's, Volume 2.
Le deuxième, ZT's Blues, a été enregistré le 13 septembre 1961 mais il ne sort qu'en 1985.
Le troisième enregistrement fait en commun par Turrentine et Green date du 16 décembre 1964, lorsque les deux musiciens ont collaboré à trois morceaux du LP I'm Trying to Get Home de l'ensemble du trompettiste Donald Byrd.
Enfin, le 11 juillet 1966, ils collaborent pour la dernière fois pour l'enregistrement du LP Rough 'N' Tumble de l'octuor de Turrentine.

### Minton's Playhouse
Le Minton's Playhouse s'appelle officiellement le Playhouse, mais il est connu sous le nom de Minton's, du nom de son premier propriétaire, le saxophoniste Henry Minton.
Selon les mots de Leonard Feather, auteur de la notice originale du LP (original liner notes), le Minton's est un club plutôt terne à l'origine, mais le caractère de l'endroit change à la fin de 1940 lorsque Teddy Hill en devient le gérant. Dès le début de l'année 1941, lorsque Teddy Hill constitue un quatuor composé de Kenny Clarke, Joe Guy, Thelonious Monk et Nick Fenton, Minton's devient l'endroit où il faut se montrer.
Sachant que Dizzy Gillespie, Thelonious Monk et Charlie Parker y ont joué, on peut considérer que cette salle a contribué au développement de plusieurs des concepts musicaux révolutionnaires qui ont changé la face du jazz dans les années 1940, et qu'elle peut être considérée comme le creuset original du bebop.

### Enregistrement et production

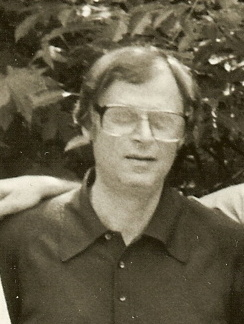
Rudy Van Gelder.

L'album est produit par le fondateur du légendaire label de jazz Blue Note, Alfred Lion ou Alfred Loew de son vrai nom, un producteur né en Allemagne en 1908 qui voyagea aux États-Unis en 1930 et s'y établit en 1938 pour fuir l'Allemagne nazie,,.
Selon Leonard Feather, Alfred Lion, « devenu familier du style de Stanley Turrentine à la suite de plusieurs enregistrements en studio couronnés de succès, décida que le temps était venu de le présenter dans une session qui serait enregistrée dans un petit club intime ».
Alfred Lion réunit donc un soir de février 1961, un trio habitué du Minton's, composé du pianiste Horace Parlan, du contrebassiste Georges Tucker et du batteur Al Harewood, avec Stanley Turrentine et un nouveau et remarquable guitariste venu de Saint-Louis appelé Grant Green.
La notice du LP original précise : « Toute la séance a été un plaisir, dit Alfred Lion. Tout le monde était dans le meilleur des états d'esprit. Teddy Hill était très coopératif, c'était un jeudi soir et la salle était bondée ».
La session live est enregistrée le 23 février 1961 par Rudy Van Gelder dans le club de jazz Minton's Playhouse et produite par Alfred Lion,,,,.
Rudy Van Gelder était un ingénieur du son spécialisé dans le jazz, considéré comme l'un des meilleurs ingénieurs de l'histoire de l'enregistrement, dont on estime qu'il a enregistré et mixé plus de 2 000 albums.

### Publication
La session enregistrée est publiée sous la forme de deux albums, Up at Minton's, Vol. 1 et Up at Minton's, Vol. 2, qui sortent en 1961 : ils sont publiés en disque vinyle long play (LP) sur le label Blue Note Records sous les références BLP 4069 et BLP 4070,,,,.
La notice des LP originaux (original liner notes) est de la main de Leonard Feather, pianiste, compositeur et producteur de jazz d'origine britannique, qui a longtemps été l'auteur le plus lu et le plus influent en matière de jazz) et le design de la couverture du LP est l'œuvre de Reid Miles,, un graphiste américain qui concevait depuis 1955 des pochettes d'albums pour le label Blue Note.
La photographie qui orne leurs pochettes et qui montre Stanley Turrentine et son saxophone est l'œuvre de Francis Wolff,, un producteur et photographe né en 1908 en Allemagne et émigré aux États-Unis en 1939, ami d'enfance d'Alfred Lion, le fondateur du label Blue Notes, dont Wolff partageait la direction avec Lion,.

### Rééditions
Les albums sont réédités à plusieurs reprises en LP à partir de 1970 par les labels Blue Note, King Records, Analogue Productions et Music Matters,,.
À partir de 1993, Up at Minton's est publié en CD par les labels Blue Note, Toshiba, Universal, Analogue Productions,,.
Par ailleurs, le CD Stanley Turrentine - Grant Green Quintet - Complete recordings, paru en 2017 chez Groove Hut Records, regroupe les albums ZT's Blues, Up at Minton's, Vol. 1 et Up at Minton's, Vol. 2.

## Accueil critique
Le site AllMusic attribue 4½ étoiles à l'album Up at Minton's, Vol. 1, et la revue DownBeat en attribue 4.
Selon Leonard Feather, auteur de la notice des LP originaux (original liner notes), « compte tenu de tous les ingrédients - une salle remplie de souvenirs et remplie de clients, un groupe compatible de musiciens de premier ordre et le meilleur de l'équipement des installations modernes d'enregistrement sur bande - il n'est pas surprenant que " Up at Minton's " soit devenu un bal pour tous ». Et Feather de conclure : « C'est une séance que j'ai eu le regret d'entendre se terminer. Je regrette également de ne pas avoir été là en personne. Pourtant, ces albums sont plus que simplement une excellente chose : après tout, la session n'a eu lieu qu'une fois, mais les disques sont disponibles à jamais ».
Le critique musical Ron Wynn d'AllMusic estime que « le ton, le son et le rythme de Turrentine sont bons, bien qu'il n'était pas encore le maître des ballades qu'il serait plus tard dans sa carrière. Des standards et un couple de blues composent le répertoire, donnant aux auditeurs un aperçu sur Mr. T. au début de sa vie musicale. ».
La Saturday Review, parlant en 1963 du volume 2, estime que « Turrentine montre son flair pour le développement de la mélodie dans la version de Come Rain or Come Shine d'Harold Arlen, et joue de façon caractéristique, sans effort, dans Summertime et dans le morceau de blues qui ouvre l'album. Les cinq hommes sont stylistiquement bien adaptés les uns aux autres et l'atmosphère est sympathique. Bien que seulement 4 numéros soient joués, leur traitement en longueur a donné des résultats remarquablement peu ennuyeux ».
Le Jazz Journal International estime que les deux albums sont excellents

## Liste des morceaux
Joe Segal, auteur de la notice du CD Stanley Turrentine - Grant Green Quintet - Complete recordings, souligne que « plus de musique a été jouée et enregistrée à la date qui a produit les deux volumes de Up at Minton's que le matériel inclus sur les LPs ».
Il précise que « des versions de The Serpent's Tooth, By Myself, Squeeze me, Just in Time, This Can't Be Love, Softly as in a Morning Sunrise et I Remember April sont répertoriées comme ayant été enregistrées. Cependant, aucune d'elles n'a jamais été publiée sous quelque format que ce soit, et on ne sait pas si elles survivent dans les coffres du studio ».

### Up at Minton's, Vol. 1
L'album est constitué de morceaux très longs, de 10 à 12 minutes. Le groupe y mélange le hard bop avec le funk et le soul jazz.
| 1.    | But Not for Me | George Gershwin / Ira Gershwin        | 11:28 |
| 2.    | Stanley's Time | Stanley Turrentine                    | 11:03 |
| 3.    | Broadway       | Bill Byrd / Teddy McRae / Henri Woode | 10:33 |
| 4.    | Yesterdays     | Otto Harbach / Jerome Kern            | 11:49 |
| 44:46 |                |                                       |       |

### Up at Minton's, Vol. 2
Ici aussi, l'album est constitué de morceaux très longs, de 7 à 15 minutes.
| 1.    | Later At Minton's       | Stanley Turrentine                              | 13:54 |
| 2.    | Come Rain Or Come Shine | Harold Arlen                                    | 8:45  |
| 3.    | Love For Sale           | Cole Porter                                     | 15:10 |
| 4.    | Summertime              | George Gershwin / Ira Gershwin / DuBose Heyward | 7:18  |
| 44:58 |                         |                                                 |       |

## Musiciens
- Stanley Turrentine : saxophone alto
- Grant Green : guitare
- Horace Parlan : piano
- Georges Tucker : contrebasse
- Al Harewood : batterie